# پای مرغ و قارچ

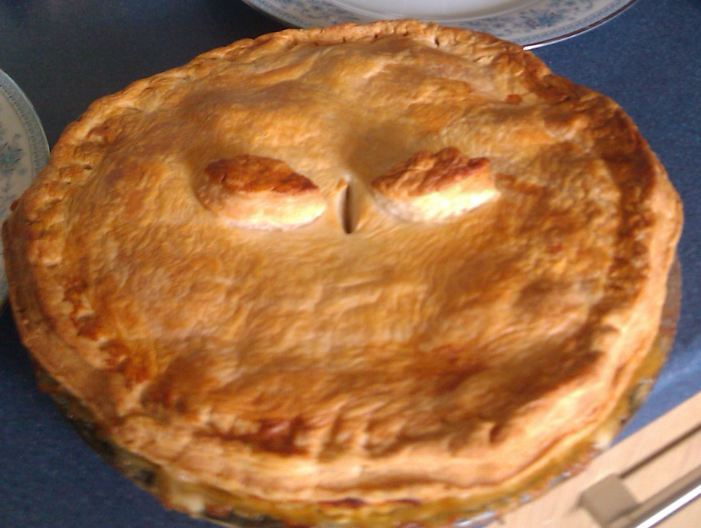
یک پای مرغ و قارچ.

پای مرغ و قارچ، به عنوان محبوب‌ترین نوع از خوشگوارترین پای در بریتانیا و اغلب در رستوران ماهی‌ها سرو می‌شود.از بالا و پایین پوسته خمیری پوسته خمیر پف دار تکه‌های کوچک مرغ و قارچ ورقه شده که در سس خامه‌ای غوطه ور شده را پوشانده  است.
گوشت مرغ یک مادهٔ غذایی غنی از پروتئین آهن نیاسین و روی می‌باشد. در عین حال فاقد چربی‌های بالا و کلسترول گوشت گاو و گوساله‌است. ۶۴ درصد از کالری مرغ بدون پوست از پروتئین و ۳۱ درصد آن ناشی از چربیهای آن است.

## مــواد لازم

### مواد لازم برای تهیه خمیر پای
- آرد گندم   ۲۵۰ گرم
- نمک  نصف قاشق چایخوری
- کره  ۱۲۵ گرم
- زرده تخم‌مرغ  ۱ عدد
- شیر  نصف لیوان

### مواد لازم برای تهیه مواد میانی
- قارچ  ۲۵۰ گرم
- فلفل دلمه‌ای سبز ۱ عدد
- مرغ پخته‌شده  ۲۰۰ گرم
- نمک و فلفل  به مقدار لازم
- سس گوجه‌فرنگی  ۱ قاشق چایخوری
- سبزی ریز خردشده  (جعفری، نعناع و ترخون)  ۲ قاشق سوپخوری
- سس سفید نصف لیوان

## روش پخت

### روش تهیه خمیر
آرد الک شده را با نمک ترکیب نموده و کره را خرد کنید. با انگشت، آرد و کره را ورز دهید. سپس زرده تخم مرغ و بعد شیر را کم کم بیفزایید و با آرد مخلوط نمایید تا خمیر سفتی به دست آید. حالا خمیر را در کیسه فریزر قرار دهید و به مدت ۲ ساعت داخل یخچال بگذارید.

### روش تهیه مواد میانی
قارچ‌های خردکرده را با مقداری آبلیمو و کمی کره روی حرارت قرار دهید تا سرخ‌شده و آب آن کشیده شود.
فلفل دلمه‌ای را نیز خرد کنید و با کمی روغن تفت دهید تا آب آن کشیده شود.
مرغ را با یک عدد پیاز و یک حبه سیر و آب روی حرارت قرار دهید. نمک و فلفل را نیز بیفزایید. پس از آنکه مرغ پخته شد، آن را خرد نمایید.
برای تهیه سس سفید، نصف قاشق سوپخوری آرد را با ۲۵ گرم کره تفت دهید. سپس نصف لیوان شیر را کم‌کم اضافه کنید تا سس به غلظت برسد. آنگاه سس گوجه‌فرنگی، نمک و فلفل را نیز بیفزایید.
تمام مواد آماده شده (یعنی قارچ تفت داده شده، مرغ پخته و خردشده، فلفل دلمه‌ای تفت داده و سبزی معطر خردشده) را با هم ترکیب نمایید.
سپس سس سفید را نیز با مواد مخلوط کنید و ظرف محتوی این مواد را به مدت نیم ساعت داخل یخچال قرار دهید تا همه مواد مزه‌دار شوند. حالا خمیر را از یخچال خارج نمایید و نیمی از آن را با وردنه به ضخامت یک سانتیمتر باز کنید.
سپس داخل قالب پای قرار دهید و با انگشتان خمیر را در ظرف پهن کنید. آنگاه از مواد میانی روی خمیر بریزید و نیمی دیگر از خمیر را که کنار گذاشته‌اید با وردنه باز نمایید و روی مواد را بپوشانید. می‌توانید چند عدد از خمیرها را به شکل گلبرگ‌های گل درست کنید و روی خمیر قرار دهید.
حالا ۲ قاشق سوپخوری شیر را با نصف قاشق چایخوری زعفران دمکرده ترکیب نمایید و با قلم روی تمام قسمت‌های خمیر بمالید (روی خمیر با چنگال چند سوراخ ایجاد کنید تا حرارت خوب مبادله شود).
اکنون ظرف پای را داخل فر از قبل گرم شده با دمای ۱۸۰ درجه سانتیگراد به مدت ۴۵ دقیقه تا یک ساعت قرار دهید.